# Водозбірник (гірництво)
Водозбі́рник — гірнича виробка для збирання води. Розрізнюють В. дільничні — для збирання води з дільниці шахти та центральні — для збирання води з усіх виробок шахти (рудника, кар'єру).